# Valère Novarina

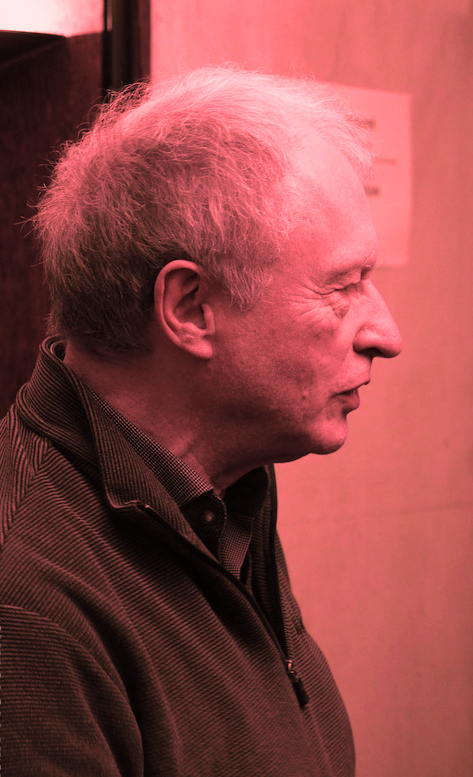
Valère Novarina

Valère Novarina (* 4. Mai 1942 in Chêne-Bougeries) ist ein französisch-schweizerischer Schriftsteller, Essayist, Theaterregisseur und Maler.

## Leben
Valère Novarina wurde 1942 als Sohn des französischen Architekten Maurice Novarina (1907–2002) und der schweizerischen Schauspielerin Manon Trolliet in Chêne-Bougeries bei Genf geboren. Er verlebte seine Kindheit und Jugend in Thonon-les-Bains am Genfersee im französischen Département Haute-Savoie. In Paris studierte er Philosophie und Philologie an der Sorbonne und verfasste eine Diplomarbeit über Antonin Artaud.
1974 wurde sein erstes Theaterstück L’Atelier volant (deutsch Die fliegende Werkstatt) in einer Inszenierung von Jean-Pierre Sarrazac uraufgeführt.
Zunächst abgelehnt von mehreren großen Verlagen, erschien Le Babil des classes dangereuses (roman théâtral) 1978 bei Christian Bourgois in der Collection TXT, Herausgeber war der Lyriker Christian Prigent.
1980 begann Novarina als gestische Fortführung des Schreibens öffentlich zu zeichnen und in der Folge auszustellen.
Zwei Ereignisse markierten den eigentlichen Beginn seines Aufstiegs im Theater: 1986 wurde der Monolog Le Discours aux animaux (deutsch: Die Rede an die Tiere) in Paris am Théâtre des Bouffes du Nord im Rahmen des Festival d’Automne durch den Schauspieler André Marcon uraufgeführt, auf France Culture gesendet und 1987 zum Festival von Avignon eingeladen. 1986 inszenierte Valère Novarina erstmals selbst beim Festival von Avignon die Uraufführung seines Stücks Le Drame de la vie in einer von ihm gemalten Dekoration. Weitere folgten: Vous qui habitez le temps (1989), Je suis (1991), La Chair de l’homme (1995), Le Jardin de reconnaissance (1997), L’Origine rouge (2000), La Scène (2003), L’Acte inconnu (2007), Le Vrai sang (2011) und Le Vivier des noms (2015).
Seine Aufführungen laufen seit Mitte der 1990er Jahre in großen Pariser Theatern bis zu sechs Wochen en suite (Théâtre national de la Colline, Odéon – Théâtre de l’Europe, Théâtre des Bouffes du Nord, Théâtre du Rond-Point, Théâtre de l’Athénée), sowie auf Tourneen in ganz Frankreich und der Schweiz (Théâtre national de Strasbourg, Théâtre National Populaire (TNP) in Villeurbanne, Théâtre national de Marseille la Criée, Théâtre Vidy-Lausanne, Comédie de Genève) und erreichen Aufführungszahlen von bis zu hundert Vorstellungen. 2006 wurde er zu Lebzeiten ins offizielle Repertoire der Pariser Comédie-Française aufgenommen und inszenierte dort L’Espace furieux (eine Bearbeitung von Je suis). 2007 eröffnete er mit L’Acte inconnu das Festival von Avignon auf der vierzig Meter breiten Bühne des Ehrenhofs im Papstpalast. 2010/11 war er Hausautor am Pariser Odéon – Théâtre de l’Europe.
Im Kino wurden Texte von ihm in drei Filmen verwendet: Zanzibar von Christine Pascal (1989), Soigne ta droite (1987) und Nouvelle vague (1990) von Jean-Luc Godard.
Für das Atelier de Création Radiophonique des Senders France Culture realisierte er Le Théâtre des oreilles (1980) und Les Cymbales de l’homme en bois du limonaire retentissent (1994).
Sein Werk erscheint seit 1984 im Pariser Verlag P.O.L., wobei dramatische und essayistische Texte im Wechsel entstehen. Texte von Novarina wurden in 20 Sprachen veröffentlicht, nämlich neben Französisch auch auf Englisch, Italienisch, Katalanisch, Spanisch, Portugiesisch, Deutsch, Russisch, Slowakisch, Slowenisch, Bulgarisch, Griechisch, Hebräisch, Ungarisch, Rumänisch, Tschechisch, Türkisch, Arabisch, Japanisch und Chinesisch.
Seit 1998 erscheinen deutsche Übersetzungen zunächst im Alexander Verlag Berlin, dann bei Matthes & Seitz Berlin, sowie in Sammelbänden im Verlag der Autoren und Theater der Zeit.
Zwei umfangreiche deutschsprachige Studien widmeten sich aus wissenschaftlicher Sicht dem Schaffen des Autors.
Valère Novarina lebt und arbeitet im 16. Arrondissement in Paris sowie in einer Hütte in den Bergen der Haute-Savoie. Er ist mit der Schauspielerin Roséliane Goldstein verheiratet. Das Ehepaar hat zwei Söhne: Virgile (* 1976) und David (* 1978).

## Werk
Im Umfeld der von Philippe Sollers von 1960 bis 1982 herausgegebenen Zeitschrift Tel Quel, die als zentrale Plattform des poststrukturalistischen Denkens galt, sowie der seit 1968 von Christian Prigent herausgegebenen Zeitschrift TXT, in der seine ersten Texte ab 1975 eine Öffentlichkeit fanden, entwickelte Valère Novarina seine vielgestaltige Arbeitsweise, in der er entsprechend dem in der modernen Linguistik erfolgten Paradigmenwechsel Sprache nicht mehr lediglich als bloßes Kommunikationswerkzeug, sondern als eigenständig wirkendes Gebilde behandelt. Wenn für Novarina die Sprache unser eigentlicher „Boden“ ist, so sieht er die Linguistik als Geologie der Sprache. Ähnlich wie auch Roland Barthes es 1977 in Leçon forderte, begann Novarina, Sprache als Bedeutungszusammenhang mit ihren eigenen Mitteln zu bekämpfen. Damit schwamm er als Autor im Theaterbetrieb gegen den Strom, in dem seit Mai 1968 eher ein zunehmender Realismus gefragt war. Als „technique du corps“ (Körpertechnik gegen die Sprache) betrieb er sein Schreiben nicht mehr als ergebnisorientierte Textproduktion, sondern als Laborversuch mit offenem Ausgang. Entsprechend benannte der Theaterwissenschaftler Hans-Thies Lehmann ihn als Beispiel für die Absage an darstellende Repräsentation im postdramatischen Theater. Die Tatsache, dass bei Novarina der Schreibvorgang als solcher bereits die Intensität eines performativen Akts annimmt, erlaubt es, ihn mit dem theaterwissenschaftlichen Performativitätsdiskurs in Verbindung zu bringen, wie er um 2000 von Erika Fischer-Lichte formuliert wurde. Über den literarischen Text hinausgehend wird für Novarina Theater erst erlebbar durch das Zusammenspiel der Körperlichkeit der Schauspieler mit den Blicken der Zuschauer. So ist auch die Körperlichkeit des Sprechens im Raum das Zentrum seiner essayistischen Reflexionen, die im steten Wechsel mit den eigentlichen Theatersprachkunstwerken erscheinen.
Im deutschen Sprachraum wurde Novarina zunächst durch die Berichterstattung des SZ-Theaterkritikers Curt Bernd Sucher bekannt, der ihn als „Triebdichter“ bezeichnete. Als Autor war er ab 1998 durch die Übersetzung seiner Manifeste Brief an die Schauspieler und Für Louis de Funès durch Leopold von Verschuer zu entdecken, zu deren Erstausgabe Sucher das Nachwort schrieb.

## Stil
Der anarchische Boden der Sprache ist Gegenstand des Schreibens von Valère Novarina. In vielstimmigen (polyphonen), labyrinthischen Dialogen und Monologen mobilisiert er die Vitalität von Sprache jenseits bloßer Sinnproduktion und fordert zu einem körperlichen Hören in anderen Tiefenschichten sprachlicher Wahrnehmung heraus. Sprechen ist für Novarina ebenso Verkörperung wie Transzendierung von Wirklichkeit: ein ontologisches, welthaltiges Worttheater mit bis zu dreitausend Figuren und seitenlangen Aufzählungen. Die Schwierigkeiten der Übertragung liegen bei diesem Autor in seiner exzessiven Sprachlichkeit, seine Texte sind gespickt mit Worterfindungen (Neologismen), abgewandelter Grammatik, einem ständigen Wechsel der Sprachebenen, umgangssprachlichen oder berufsspezifischen Wendungen, dialektalen Formen, Aufzählungen von Eigennamen, Wechselwirkungen zwischen Wortklang und Semantik, anverwandelten Zitaten quer durch das abend- und morgenländische Denken. Darin ist seine Arbeitsweise vergleichbar mit dem Verfahren des „Stream of consciousness“ (deutsch Bewusstseinsstrom) bei James Joyce, aber auch inspiriert durch die Schreibversuche von Autoren der Art brut wie Adolf Wölfli. Neben dem Renaissance-Dichter François Rabelais, dem er Lesungen und Reflexionen gewidmet hat, werden auch Alfred Jarry und Antonin Artaud als seine Vorläufer gesehen.

## Veröffentlichungen

### Im Verlag P.O.L
- Le Drame de la vie. 1984.
- Le Discours aux animaux 1987 (Taschenbuchausgabe 2016).
- Théâtre (L’Atelier volant, Le Babil des classes dangereuses, Le Monologue d’Adramélech, La Lutte des morts, Falstafe). 1989 (Falstafe, Taschenbuchausgabe 2008. Le Monologue d’Adramélech, Neuauflage 2009. L’Atelier volant, Neuauflage 2010. Le Babil des classes dangereuses, Neuauflage 2011).
- Le Théâtre des paroles (Lettre aux acteurs, Le Drame dans la langue française, Le Théâtre des oreilles, Carnets, Impératifs, Pour Louis de Funès, Chaos, Notre parole, Ce dont on ne peut parler, c’est cela qu’il faut dire). 1989 (Taschenbuchausgabe 2007).
- Vous qui habitez le temps. 1989.
- Pendant la matière. 1991.
- Je suis. 1991.
- L’Animal du temps (Bühnenfassung von Le Discours aux animaux). 1993.
- L’Inquiétude (Bühnenfassung von Le Discours aux animaux). 1993.
- La Chair de l’homme. 1995.
- Le Repas (Bühnenfassung der ersten Seiten von La Chair de l’homme)., 1996.
- L’Espace furieux (Bühnenfassung von Je suis). 1997 (Neuauflage 2006).
- L’Avant dernier des hommes (Bühnenfassung des Kapitels XVII von La Chair de l’homme). 1997.
- Le Jardin de reconnaissance. 1997.
- L’Opérette imaginaire. 1998.
- Devant la parole. 1999 (Taschenbuchausgabe 2010).
- L’Origine rouge. 2000.
- L’Équilibre de la croix (Bühnenfassung von La Chair de l’homme). 2003.
- La Scène. 2003.
- Lumières du corps. 2006.
- L’Acte inconnu. 2007.
- L’Envers de l’esprit. 2009.
- Le Vrai sang. 2011.
- La Quatrième Personne du singulier. 2012.
- Observez les logaèdres! 2014.
- Le Vivier des noms. 2015.
- Voie négative. 2017.
- L'Homme hors de lui, 2018.
- L'Animal imaginaire, 2019.
- Le Jeu des ombres, 2020.
- La Clef des langues, 2023.

### In anderen Verlagen (Auswahl)
- Lettre aux acteurs. L’Énergumène (L’Autre Bibliothèque), Paris 1979.
- 100/2587, einhundert der 2587 in La Rochelle im Juli 1983 gezeichneten Figuren aus Le Drame de la vie. Beba, Paris/Dijon 1986.
- Pour Louis de Funès, als Auftakt Lettre aux acteurs. Actes Sud, Arles 1986.
- La Loterie Pierrot, erweiterte Szene XII aus La Chair de l’homme. Héros Limite, Genf 1995 (ergänzte Neuauflage 2009).
- Le Drame de la vie (1984), Vorwort von Philippe Sollers. Gallimard (Poésie), Paris 2003.
- L’Acte inconnu (2007), Kommentar Michel Corvin. Gallimard (Folio Théâtre), Paris 2009.
- L’Opérette imaginaire (1998), Kommentar Michel Corvin. Gallimard (Folio Théâtre), Paris 2012.
- Personne n’est à l’intérieur de rien, Briefwechsel Jean Dubuffet u. Valère Novarina, Vorwort Pierre Vilar. L’Atelier contemporain, Paris 2014.

### In deutscher Übersetzung
- Brief an die Schauspieler. Übersetzt von Alain Jadot. Hunzinger Bühnenverlag, Bad Homburg 1990 (unverkäufliches Muster).
- Die Rede an die Tiere (Auszug). Übersetzt von Brigitta Restorff. In: C. Baumann, G. Lerch (Hrsg.): Extreme Gegenwart: Französische Literatur der 80er Jahre. Manholt Verlag, Bremen 1989, ISBN 978-3-924903-70-1.
- Vögel. Übersetzt von Alain Jadot. In: Schreibheft Nr. 36. Rigodon Verlag, Essen 1990, ISSN 0174-2132.
- Brief an die Schauspieler und Für Louis de Funès. Übersetzt von Leopold von Verschuer, Nachwort C. Bernd Sucher. Alexander Verlag, Berlin 1998 (2. erweiterte Auflage 2007), ISBN 978-3-89581-031-2.
- Das Fleisch des Menschen (Szene XII aus La Chair de l’homme). Übersetzt von Leopold von Verschuer. In: Theater der Zeit (Heft 5). Berlin 1998, ISSN|0040-5418.
- Sequenz. Übersetzt von Leopold von Verschuer. In: Die Räuber des Strandguts. Single Verlag, Berlin 1998, ISBN 3-932358-03-1.
- Die eingebildete Operette. Übersetzt von Leopold von Verschuer. Alexander Verlag, Berlin 2001, ISBN 3-932358-03-1.
- Der rote Ursprung. Übersetzt von Leopold von Verschuer. In: Barbara Engelhardt (Hrsg.): Scène 6, Neue französische Theaterstücke. Verlag der Autoren, Frankfurt am Main 2003, ISBN 3-88661-258-9.
- Der unbekannte Akt. Übersetzt von Leopold von Verschuer. In: Barbara Engelhardt (Hrsg.): Scène 12, Neue französische Theaterstücke. Verlag Theater der Zeit, Berlin 2009, ISBN 978-3-940737-54-0.
- Die Szene. Übersetzt von Leopold von Verschuer. In: Theater der Zeit (Heft Mai), Berlin 2011, ISSN 0040-5418.
- Lichter des Körpers. Übersetzt von Leopold von Verschuer. Matthes & Seitz, Berlin 2011, ISBN 978-3-88221-625-7.
- 311 Gottesdefinitionen (Kapitel XXV aus La Chair de l’homme). Übersetzt von Leopold von Verschuer. Matthes & Seitz, Berlin 2012, ISBN 978-3-88221-290-7 (als Hörspiel: Dem unbekannten Gott. Bayerischer Rundfunk, München 2011).
- Der Monolog des Adramelech. Übersetzt von Leopold von Verschuer, Nachwort Frank M. Raddatz. Matthes & Seitz, Berlin 2014, ISBN 978-3-88221-400-0.
- Die Rede an die Tiere. Übersetzt von Leopold von Verschuer. Matthes & Seitz, Berlin 2017, ISBN 978-3-95757-456-5. (als Hörspiel: Teil 1 Das Tier der Zeit. Deutschlandradio, Berlin 2016. - Teil 2 Die Unruhe. Deutschlandradio 2017. - Teil 3 1111 Vögel. Deutschlandfunk Kultur 2018.)
- Der Mensch ausser sich. Übersetzt von Leopold von Verschuer. Friedenauer Presse im Verlag Matthes & Seitz, Berlin 2022, ISBN 978-3-7518-0634-3.

## Inszenierungen durch den Autor
- Le Drame de la vie. Festival von Avignon, Festival d’Automne, Paris, 1986.
- Vous qui habitez le temps. Festival von Avignon, Festival d’Automne, Paris, 1989.
- Je suis. Festival d’Automne, Théâtre de la Bastille, Paris 1991.
- La Chair de l’homme. Festival von Avignon, Théâtre du Rond-Point, Paris, 1995.
- Le Jardin de reconnaissance. Théâtre de l’Athénée, Paris, 1997.
- L’Origine rouge. Festival von Avignon, Théâtre National de la Colline, Paris, 2000.
- La Scène. Théâtre de Vidy-Lausanne, Théâtre National de La Colline, Paris, 2003.
- L’Espace furieux. Comédie-Française, Paris, 2006.
- L’Acte inconnu. Festival von Avignon (Eröffnung im Ehrenhof des Papstpalastes, Fernseh-Live-Übertragung auf ARTE), Théâtre National de la Colline, 2007.
- Le Monologue d’Adramélech. Théâtre Vidy-Lausanne, Théâtre de la Bastille, Paris, 2009.
- Képzeletbeli Operett (L’Opérette imaginaire). Übersetzt ins Ungarische von Zsofia Rideg. Théâtre Csokonai, Debrecen (Ungarn), Odéon – Théâtre de L’Europe, Paris, 2010.
- Le Vrai sang. Odéon – Théâtre de l’Europe, Paris, 2011.
- L’Atelier volant. Théâtre du Rond-Point, Paris, 2012.
- Le Vivier des noms. Festival von Avignon, 2015.
- L’Acte inconnu (haïtianische Fassung). Festival des francophonies, Limoges 2015, Maison des Métallos, Paris, 2016.
- L'Homme hors de lui. La Colline théâtre national, Paris, 2017.
- L'Animal imaginaire. La Colline théâtre national, Paris 2019.
- Les Personnages de la pensée. La Colline théâtre national, Paris 2023.

### Inszenierungen in deutscher Sprache (Theater und Hörfunk)
- Der Forscher von Falbala – Trialog. Regie: Leopold von Verschuer. Studiobühne Köln, 1995.
- Das 66. Loch. (Für Louis de Funès)  Regie: Leopold von Verschuer. Studiobühne Köln, 1998.
- Das Theater der Ohren. Hörspieladaption der amerikanischen Aufführung Theatre of eras von Zaven Paré u. Allan Weiss (California Institute of Arts, Los Angeles, 2001). Regie: Hein Bruehl. WDR, Studio Akustische Kunst, Köln, 2001.
- Die Eingebildete Operette. Regie: Leopold von Verschuer, Musik: Willi Kellers. Theater Rampe, Stuttgart 2001.
- Brief an die Schauspieler. Regie: Philip Tiedemann. Düsseldorfer Schauspielhaus, 2005.
- Der rote Ursprung. Regie: Leopold von Verschuer. Theater am Neumarkt, Zürich, 2007.
- Dem unbekannten Gott. (311 Gottesdefinitionen) Hörspiel. Regie: Leopold von Verschuer. Bayerischer Rundfunk, 2011 (als Live-Hörspiel: Münchner Kammerspiele, 2013).
- Homo Automaticus „Der Monolog des Adramelech“. Regie: Leopold von Verschuer. Theaterdiscounter Berlin u. Fundamental Monodrama Festival Luxemburg 2014.
- Die Rede an die Tiere. Hörspiel, Teil 1: Das Tier der Zeit. Teil 2: Die Unruhe. Teil 3: 1111 Vögel. Regie: Leopold von Verschuer. Deutschlandradio/Deutschlandfunk Kultur, 2016/2017/2018.
- Insekten und Einhörner - Der Künstlerbriefwechsel zwischen Jean Dubuffet und Valère Novarina. Regie: Leopold von Verschuer. Deutschlandfunk Kultur, 2018.
- Nathan.Death von Zaimoglu/Senkel. Mit Texten von Valère Novarina - aus 311 Gottesdefinitionen. Regie: Philipp Preuss. Theater an der Ruhr, Mülheim 2021.
- Die Frau vom Meer nach Henrik Ibsen. Mit Texten von Dona Haraway, Valère Novarina - aus Die Rede an die Tiere. Regie: Philipp Preuss. Theater an der Ruhr, Mülheim 2022.
- Der Mensch außer sich. Regie: Leopold von Verschuer. Änderungsschreiberei Köln u. TD Berlin 2024.

## Ausstellungen (Auswahl)
- Une Journée de dessin (455 Zeichnungen von Sonnenauf- bis -untergang). Galerie Medamothi, Montpellier, 1980.
- Le Théâtre est vide. Entre Adam… (für Violine, Schauspielerin u. Zeichner: 1008 Zeichnungen von Mittag bis zum Morgengrauen). Galerie Jacques Donguy, Bordeaux, 1980
- Le Théâtre séparé (Performance u. Ausstellung). Galerie Arte incontri, Mailand, 1980.
- Deux jours de dessins (Performance u. Ausstellung). Galerie L’Ollave, Lyon, 1981.
- La Chambre noire (2 Tage Malen). Galerie A la limite, Dijon, 1982.
- Générique (Performance u. Ausstellung): V. Novarina zeichnet im Turm St. Nicolas in La Rochelle die 2587 Figuren aus Le Drame de la vie. La Rochelle, 1983.
- 2587 dessins. Galerie de France, Paris, 1987.
- La Lumière nuit (Malerei, Zeichnungen, Installationen auf Grafikpalette). Galerie de France, Paris, 1990.
- 78 figures pauvres. Galerie de France, Paris, 1994.
- L’Inquiétude rythmique (Retrospektive). Musée Sainte-Croix, Poitiers, 1996.
- Malerei u. Zeichnungen. Carré Saint Vincent, Orléans, 1998.
- Die 2587 gezeichnete Figuren aus Le Drame de la vie, Photographien der Arbeiten als Regisseur und Plastiker. Musée des Beaux-Arts et d’Archéologie, Besançon, 2004.
- La Lumière nuit (Installation und Malerei). Im Rahmen der Ausstellung La beauté. Chapelle du Miracle, Papstpalast, Avignon, 2007.
- 4 peintures, 111 dessins, 1 pierre. Galerie de la Maison de la poésie, Paris, 2008.
- Théâtre de dessins: 2587 personnages, 311 définitions de Dieu (Retrospektive). Arts Santa Monica, Barcelona, 2010.
- Un temps, deux temps et la moitié d’un temps. Galerie de la Maison de la poésie, Paris, 2011.
- Les figures pauvres (33 Zeichnungen). Galerie Cortex Athletico, Bordeaux, 2011.
- Anthropoglyphes (Bilder u. Zeichnungen). Galerie Chantal Bamberger, Strasburg, 2012.
- 13 peintures. Galerie Le Consortium, Dijon, 2013.
- Zeichnungen. BU Saulcy, JECP (Europäische Tage jüdischer Kultur), Metz, 2016.
- Valère Novarina. Disparaître sous toutes les formes. Retrospektive. Musée de l’Abbaye Sainte-Croix, Sables d’olonne, 2017.
- Chaque chose devenue autre (Bilder, Zeichnungen, Litaneien). La chapelle-espace d’art contemporain, Thonon-les-Bains, 2018.
- Les noms et les figures (Zeichnungen). Centre International Poésie de Marseille, 2019.

### In deutscher Sprache

#### Monographien
- Constanze Fröhlich: Poetik der Fülle. Sprechen und Erinnern im Werk Valère Novarinas. Winter, Heidelberg 2014.
- Kerstin Beyerlein: »Theatrogene Textzonen« oder »ein Theater der Ohren«? Das postdramatische Literaturtheater von Valère Novarina. Königshausen & Neumann, Würzburg 2015.

#### Beiträge
- Leopold von Verschuer: Freier Fall und Tanz in der Sprache. Über den Autor, Regisseur und Maler Valère Novarina. In: Theater der Zeit (Heft Sept./Okt.), Berlin 1998.
- Leopold von Verschuer: Freier Fall und Tanz in der Sprache. Valère Novarina übersetzen. In: dramaheft [di: rampe] Nr. 8. Theater Rampe, Stuttgart 2002.
- Leopold von Verschuer: Ich schreibe durch die Ohren. Über das Theater von Valère Novarina. In: Doris Kolesch, Jenny Schödl (Hrsg.): Kunst-Stimmen. Theater der Zeit, Berlin 2004.
- Anne Fournier: Der Text wurde nicht übersetzt. Nein. Er ist gestorben und wieder auferstanden. Valère Novarina im Gespräch mit Leopold von Verschuer. In: Viceversa 2 (Jahrbuch der Literaturen der Schweiz). Limmatverlag, Zürich 2008.
- Christine Mundt-Espin: Valère Novarina: Pour Louis de Funès (1985): L’Acteur nul et parfait. In: Frank Göbler (Hrsg.): Das Künstlerdrama als Spiegel ästhetischer und gesellschaftlicher Tendenzen. Francke, Tübingen 2009.
- Kerstin Beyerlein: ‚Un drame dans la langue francaise.‘ Verausgabungsprozesse im literarischen Theater von Valère Novarina. In: Christine Bähr u. a. (Hrsg.): Überfluss und Überschreitung: die kulturelle Praxis des Verausgabens. Transcript, Bielefeld 2009.
- Francis Cohen: Novarinisches Theater. Zur Ethnographie und Anthropopodülologie des Schauspielers. (Aus dem Französischen v. L. v. Verschuer) In: Lettre International 126, Berlin 2019.

### In französischer Sprache
Die zahlreichen Veröffentlichungen sind gelistet auf der Website des Autors: Ouvrages critiques.

## Auszeichnungen
- 1995: Commandeur de l’ordre des Arts et des Lettres.
- 2001: Chevalier de la Légion d’honneur.
- 2003: Prix Marguerite-Duras für L’Origine rouge.
- 2007: Grand Prix du Théâtre de l’Académie Française.
- 2011: Nominierung für den Molière de l’auteur francophone vivant für Le Vrai Sang.
- 2011: Prix de la meilleure création d’une pièce en langue française du Syndicat de la critique für Le Vrai Sang.
- 2011: Prix de Littérature Francophone Jean Arp für das Gesamtwerk.
- 2014: Publikumspreis des Festival Primeur für neue französische Dramatik, Saarbrücken, für Homo Automaticus – Der Monolog des Adramelech.
- 2020: Grand Prix de Littérature Paul Morand de l’Académie Française für das Gesamtwerk.
- 2020: Prix Ganzo de Poésie.